# Damascus (Georgia)
Damascus es un pueblo ubicado en el condado de Early en el estado estadounidense de Georgia. En el censo de 2000, su población era de 277.

## Demografía
En el 2000 la renta per cápita promedia del hogar era de $28,333, y el ingreso promedio para una familia era de $19,318. El ingreso per cápita para la localidad era de $12,583. Los hombres tenían un ingreso per cápita de $31,500 contra $19,286 para las mujeres.

## Geografía
Damascus se encuentra ubicado en las coordenadas 31°17′55″N 84°43′3″O / 31.29861, -84.71750 (33.918499, -84.840848).
Según la Oficina del Censo, la localidad tiene un área total de 51,3 km² (19,8 mi²), de la cual 51,3 km² (19,8 mi²) es tierra y 0,1 km² (0 mi²) (0.90%) es agua.